# A-League (2010/2011)
A-League 2010/2011 – szósta edycja piłkarskiej ligi A-League. W rywalizacji brało udział 11 zespołów, jako beniaminek zadebiutowała drużyna Melbourne Heart FC.
W trakcie sezonu zasadniczego drużyny rozegrały 30 meczów w 27 seriach spotkań; z powodu nieparzystej liczby zespołów w trakcie rozgrywek jedna drużyna pauzowała w każdej kolejce. Sezon zasadniczy trwał od 5 sierpnia 2010 do 13 lutego 2011. Seria finałowa rozgrywek rozpoczęła się 18 lutego, a zakończyła 13 marca 2011. Mistrzostwo kraju zdobyła drużyna Brisbane Roar FC, pokonując w finale drużynę Central Coast Mariners FC.
Po zakończeniu sezonu zespół North Queensland Fury FC nie otrzymał licencji na kolejny sezon od zarząd Football Federation Australia z powody problemów finansowych.
Sponsorem tytularnym rozgrywek był koncern samochodowy Hyundai Motor Company Australia, w związku z czym obowiązywała nazwa marketingowa Hyundai A-League.

## Uczestnicy sezonu 2010/2011
- Adelaide United FC
- Brisbane Roar FC
- Central Coast Mariners FC
- Gold Coast United FC
- Melbourne Heart FC
- Melbourne Victory FC
- Newcastle United Jets FC
- North Queensland Fury FC
- Perth Glory FC
- Sydney FC
- Wellington Phoenix FC

## Rozgrywki

### Wyniki[6]
| Legenda: Adelaide United – AU • Brisbane Roar – BR • Central Coast Mariners – CCM Gold Coast United – GCU • Melbourne Heart – MH • Melbourne Victory – MV Newcastle Jets – NJ • North Queensland Fury – NQF • Perth Glory – PG Sydney FC – SFC • Wellington Phoenix – WP Wygrana • Przegrana • Remis • Dom | Legenda: Adelaide United – AU • Brisbane Roar – BR • Central Coast Mariners – CCM Gold Coast United – GCU • Melbourne Heart – MH • Melbourne Victory – MV Newcastle Jets – NJ • North Queensland Fury – NQF • Perth Glory – PG Sydney FC – SFC • Wellington Phoenix – WP Wygrana • Przegrana • Remis • Dom | Legenda: Adelaide United – AU • Brisbane Roar – BR • Central Coast Mariners – CCM Gold Coast United – GCU • Melbourne Heart – MH • Melbourne Victory – MV Newcastle Jets – NJ • North Queensland Fury – NQF • Perth Glory – PG Sydney FC – SFC • Wellington Phoenix – WP Wygrana • Przegrana • Remis • Dom | Legenda: Adelaide United – AU • Brisbane Roar – BR • Central Coast Mariners – CCM Gold Coast United – GCU • Melbourne Heart – MH • Melbourne Victory – MV Newcastle Jets – NJ • North Queensland Fury – NQF • Perth Glory – PG Sydney FC – SFC • Wellington Phoenix – WP Wygrana • Przegrana • Remis • Dom | Legenda: Adelaide United – AU • Brisbane Roar – BR • Central Coast Mariners – CCM Gold Coast United – GCU • Melbourne Heart – MH • Melbourne Victory – MV Newcastle Jets – NJ • North Queensland Fury – NQF • Perth Glory – PG Sydney FC – SFC • Wellington Phoenix – WP Wygrana • Przegrana • Remis • Dom | Legenda: Adelaide United – AU • Brisbane Roar – BR • Central Coast Mariners – CCM Gold Coast United – GCU • Melbourne Heart – MH • Melbourne Victory – MV Newcastle Jets – NJ • North Queensland Fury – NQF • Perth Glory – PG Sydney FC – SFC • Wellington Phoenix – WP Wygrana • Przegrana • Remis • Dom | Legenda: Adelaide United – AU • Brisbane Roar – BR • Central Coast Mariners – CCM Gold Coast United – GCU • Melbourne Heart – MH • Melbourne Victory – MV Newcastle Jets – NJ • North Queensland Fury – NQF • Perth Glory – PG Sydney FC – SFC • Wellington Phoenix – WP Wygrana • Przegrana • Remis • Dom | Legenda: Adelaide United – AU • Brisbane Roar – BR • Central Coast Mariners – CCM Gold Coast United – GCU • Melbourne Heart – MH • Melbourne Victory – MV Newcastle Jets – NJ • North Queensland Fury – NQF • Perth Glory – PG Sydney FC – SFC • Wellington Phoenix – WP Wygrana • Przegrana • Remis • Dom | Legenda: Adelaide United – AU • Brisbane Roar – BR • Central Coast Mariners – CCM Gold Coast United – GCU • Melbourne Heart – MH • Melbourne Victory – MV Newcastle Jets – NJ • North Queensland Fury – NQF • Perth Glory – PG Sydney FC – SFC • Wellington Phoenix – WP Wygrana • Przegrana • Remis • Dom | Legenda: Adelaide United – AU • Brisbane Roar – BR • Central Coast Mariners – CCM Gold Coast United – GCU • Melbourne Heart – MH • Melbourne Victory – MV Newcastle Jets – NJ • North Queensland Fury – NQF • Perth Glory – PG Sydney FC – SFC • Wellington Phoenix – WP Wygrana • Przegrana • Remis • Dom | Legenda: Adelaide United – AU • Brisbane Roar – BR • Central Coast Mariners – CCM Gold Coast United – GCU • Melbourne Heart – MH • Melbourne Victory – MV Newcastle Jets – NJ • North Queensland Fury – NQF • Perth Glory – PG Sydney FC – SFC • Wellington Phoenix – WP Wygrana • Przegrana • Remis • Dom | Legenda: Adelaide United – AU • Brisbane Roar – BR • Central Coast Mariners – CCM Gold Coast United – GCU • Melbourne Heart – MH • Melbourne Victory – MV Newcastle Jets – NJ • North Queensland Fury – NQF • Perth Glory – PG Sydney FC – SFC • Wellington Phoenix – WP Wygrana • Przegrana • Remis • Dom | Legenda: Adelaide United – AU • Brisbane Roar – BR • Central Coast Mariners – CCM Gold Coast United – GCU • Melbourne Heart – MH • Melbourne Victory – MV Newcastle Jets – NJ • North Queensland Fury – NQF • Perth Glory – PG Sydney FC – SFC • Wellington Phoenix – WP Wygrana • Przegrana • Remis • Dom | Legenda: Adelaide United – AU • Brisbane Roar – BR • Central Coast Mariners – CCM Gold Coast United – GCU • Melbourne Heart – MH • Melbourne Victory – MV Newcastle Jets – NJ • North Queensland Fury – NQF • Perth Glory – PG Sydney FC – SFC • Wellington Phoenix – WP Wygrana • Przegrana • Remis • Dom | Legenda: Adelaide United – AU • Brisbane Roar – BR • Central Coast Mariners – CCM Gold Coast United – GCU • Melbourne Heart – MH • Melbourne Victory – MV Newcastle Jets – NJ • North Queensland Fury – NQF • Perth Glory – PG Sydney FC – SFC • Wellington Phoenix – WP Wygrana • Przegrana • Remis • Dom | Legenda: Adelaide United – AU • Brisbane Roar – BR • Central Coast Mariners – CCM Gold Coast United – GCU • Melbourne Heart – MH • Melbourne Victory – MV Newcastle Jets – NJ • North Queensland Fury – NQF • Perth Glory – PG Sydney FC – SFC • Wellington Phoenix – WP Wygrana • Przegrana • Remis • Dom | Legenda: Adelaide United – AU • Brisbane Roar – BR • Central Coast Mariners – CCM Gold Coast United – GCU • Melbourne Heart – MH • Melbourne Victory – MV Newcastle Jets – NJ • North Queensland Fury – NQF • Perth Glory – PG Sydney FC – SFC • Wellington Phoenix – WP Wygrana • Przegrana • Remis • Dom | Legenda: Adelaide United – AU • Brisbane Roar – BR • Central Coast Mariners – CCM Gold Coast United – GCU • Melbourne Heart – MH • Melbourne Victory – MV Newcastle Jets – NJ • North Queensland Fury – NQF • Perth Glory – PG Sydney FC – SFC • Wellington Phoenix – WP Wygrana • Przegrana • Remis • Dom | Legenda: Adelaide United – AU • Brisbane Roar – BR • Central Coast Mariners – CCM Gold Coast United – GCU • Melbourne Heart – MH • Melbourne Victory – MV Newcastle Jets – NJ • North Queensland Fury – NQF • Perth Glory – PG Sydney FC – SFC • Wellington Phoenix – WP Wygrana • Przegrana • Remis • Dom | Legenda: Adelaide United – AU • Brisbane Roar – BR • Central Coast Mariners – CCM Gold Coast United – GCU • Melbourne Heart – MH • Melbourne Victory – MV Newcastle Jets – NJ • North Queensland Fury – NQF • Perth Glory – PG Sydney FC – SFC • Wellington Phoenix – WP Wygrana • Przegrana • Remis • Dom | Legenda: Adelaide United – AU • Brisbane Roar – BR • Central Coast Mariners – CCM Gold Coast United – GCU • Melbourne Heart – MH • Melbourne Victory – MV Newcastle Jets – NJ • North Queensland Fury – NQF • Perth Glory – PG Sydney FC – SFC • Wellington Phoenix – WP Wygrana • Przegrana • Remis • Dom | Legenda: Adelaide United – AU • Brisbane Roar – BR • Central Coast Mariners – CCM Gold Coast United – GCU • Melbourne Heart – MH • Melbourne Victory – MV Newcastle Jets – NJ • North Queensland Fury – NQF • Perth Glory – PG Sydney FC – SFC • Wellington Phoenix – WP Wygrana • Przegrana • Remis • Dom | Legenda: Adelaide United – AU • Brisbane Roar – BR • Central Coast Mariners – CCM Gold Coast United – GCU • Melbourne Heart – MH • Melbourne Victory – MV Newcastle Jets – NJ • North Queensland Fury – NQF • Perth Glory – PG Sydney FC – SFC • Wellington Phoenix – WP Wygrana • Przegrana • Remis • Dom | Legenda: Adelaide United – AU • Brisbane Roar – BR • Central Coast Mariners – CCM Gold Coast United – GCU • Melbourne Heart – MH • Melbourne Victory – MV Newcastle Jets – NJ • North Queensland Fury – NQF • Perth Glory – PG Sydney FC – SFC • Wellington Phoenix – WP Wygrana • Przegrana • Remis • Dom | Legenda: Adelaide United – AU • Brisbane Roar – BR • Central Coast Mariners – CCM Gold Coast United – GCU • Melbourne Heart – MH • Melbourne Victory – MV Newcastle Jets – NJ • North Queensland Fury – NQF • Perth Glory – PG Sydney FC – SFC • Wellington Phoenix – WP Wygrana • Przegrana • Remis • Dom | Legenda: Adelaide United – AU • Brisbane Roar – BR • Central Coast Mariners – CCM Gold Coast United – GCU • Melbourne Heart – MH • Melbourne Victory – MV Newcastle Jets – NJ • North Queensland Fury – NQF • Perth Glory – PG Sydney FC – SFC • Wellington Phoenix – WP Wygrana • Przegrana • Remis • Dom | Legenda: Adelaide United – AU • Brisbane Roar – BR • Central Coast Mariners – CCM Gold Coast United – GCU • Melbourne Heart – MH • Melbourne Victory – MV Newcastle Jets – NJ • North Queensland Fury – NQF • Perth Glory – PG Sydney FC – SFC • Wellington Phoenix – WP Wygrana • Przegrana • Remis • Dom | Legenda: Adelaide United – AU • Brisbane Roar – BR • Central Coast Mariners – CCM Gold Coast United – GCU • Melbourne Heart – MH • Melbourne Victory – MV Newcastle Jets – NJ • North Queensland Fury – NQF • Perth Glory – PG Sydney FC – SFC • Wellington Phoenix – WP Wygrana • Przegrana • Remis • Dom | Legenda: Adelaide United – AU • Brisbane Roar – BR • Central Coast Mariners – CCM Gold Coast United – GCU • Melbourne Heart – MH • Melbourne Victory – MV Newcastle Jets – NJ • North Queensland Fury – NQF • Perth Glory – PG Sydney FC – SFC • Wellington Phoenix – WP Wygrana • Przegrana • Remis • Dom | Legenda: Adelaide United – AU • Brisbane Roar – BR • Central Coast Mariners – CCM Gold Coast United – GCU • Melbourne Heart – MH • Melbourne Victory – MV Newcastle Jets – NJ • North Queensland Fury – NQF • Perth Glory – PG Sydney FC – SFC • Wellington Phoenix – WP Wygrana • Przegrana • Remis • Dom | Legenda: Adelaide United – AU • Brisbane Roar – BR • Central Coast Mariners – CCM Gold Coast United – GCU • Melbourne Heart – MH • Melbourne Victory – MV Newcastle Jets – NJ • North Queensland Fury – NQF • Perth Glory – PG Sydney FC – SFC • Wellington Phoenix – WP Wygrana • Przegrana • Remis • Dom |
| Klub | Mecze | Mecze | Mecze | Mecze | Mecze | Mecze | Mecze | Mecze | Mecze | Mecze | Mecze | Mecze | Mecze | Mecze | Mecze | Mecze | Mecze | Mecze | Mecze | Mecze | Mecze | Mecze | Mecze | Mecze | Mecze | Mecze | Mecze | Mecze | Mecze | Mecze |
| Klub | 1 | 2 | 3 | 4 | 5 | 6 | 7 | 8 | 9 | 10 | 11 | 12 | 13 | 14 | 15 | 16 | 17 | 18 | 19 | 20 | 21 | 22 | 23 | 24 | 25 | 26 | 27 | 28 | 29 | 30 |
| --- | --- | --- | --- | --- | --- | --- | --- | --- | --- | --- | --- | --- | --- | --- | --- | --- | --- | --- | --- | --- | --- | --- | --- | --- | --- | --- | --- | --- | --- | --- |
| AU | NJ | CCM | MH | NQF | SFC | NJ | BR | PG | SFC | GCU | WP | MV | BR | PG | NJ | MH | GCU | WP | NQF | MH | PG | CCM | SFC | BR | MV | NQF | CCM | GCU | WP | MV |
| AU | 0-0 | 1-1 | 3-2 | 2-3 | 1-3 | 2-1 | 1-1 | 2-0 | 1-2 | 0-0 | 3-0 | 2-1 | 4-0 | 2-0 | 3-1 | 0-2 | 2-1 | 2-1 | 2-0 | 1-2 | 4-2 | 2-0 | 2-0 | 0-1 | 1-4 | 8-1 | 1-2 | 0-0 | 0-1 | 2-1 |
| BR | GCU | SFC | WP | NJ | MV | AU | MH | PG | NJ | CCM | MV | SFC | WP | AU | MH | NJ | NQF | PG | CCM | MV | SFC | NQF | GCU | AU | PG | CCM | WP | MH | NQF | GCU |
| BR | 0-0 | 1-0 | 1-0 | 0-0 | 3-0 | 1-1 | 4-0 | 1-2 | 1-1 | 2-0 | 2-1 | 1-1 | 1-4 | 4-0 | 1-2 | 1-1 | 1-1 | 3-2 | 1-5 | 3-3 | 0-1 | 0-2 | 2-2 | 0-1 | 1-1 | 3-3 | 2-0 | 2-1 | 1-2 | 4-0 |
| CCM | MH | AU | WP | SFC | MV | MH | GCU | NQF | BR | PG | NQF | WP | MV | GCU | NJ | BR | SFC | PG | NQF | AU | MV | WP | BR | NJ | PG | SFC | AU | MH | GCU | NJ |
| CCM | 0-1 | 1-1 | 2-0 | 1-1 | 2-0 | 1-0 | 0-0 | 3-2 | 2-0 | 5-0 | 0-1 | 0-3 | 2-2 | 2-3 | 1-1 | 1-5 | 4-0 | 1-1 | 1-0 | 2-0 | 1-2 | 1-0 | 3-3 | 0-2 | 1-2 | 2-2 | 1-2 | 1-1 | 1-3 | 1-0 |
| GCU | BR | WP | MV | PG | CCM | NJ | SFC | WP | AU | MH | NQF | MV | SFC | CCM | AU | NQF | MH | WP | NJ | BR | PG | SFC | NQF | MH | NJ | MV | AU | PG | CCM | BR |
| GCU | 0-0 | 3-3 | 0-1 | 0-1 | 0-0 | 1-0 | 1-1 | 3-1 | 0-0 | 0-0 | 1-2 | 0-1 | 3-1 | 2-3 | 2-1 | 1-2 | 3-0 | 2-0 | 2-0 | 2-2 | 0-0 | 2-0 | 4-0 | 1-1 | 5-1 | 2-0 | 0-0 | 1-2 | 1-3 | 4-0 |
| MH | CCM | NJ | AU | PG | NQF | CCM | WP | BR | MV | WP | GCU | NJ | PG | NQF | BR | AU | WP | SFC | GCU | NJ | MV | AU | SFC | NQF | PG | GCU | MV | BR | CCM | SFC |
| MH | 0-1 | 1-1 | 3-2 | 2-2 | 1-0 | 1-0 | 2-1 | 4-0 | 2-1 | 2-2 | 0-0 | 0-2 | 0-0 | 2-3 | 1-2 | 0-2 | 2-0 | 0-0 | 3-0 | 0-2 | 1-3 | 1-2 | 0-1 | 2-0 | 1-1 | 1-1 | 2-2 | 2-1 | 1-1 | 2-2 |
| MV | SFC | PG | NQF | GCU | CCM | BR | WP | NQF | NJ | MH | SFC | BR | AU | GCU | PG | CCM | WP | BR | MH | PG | NJ | CCM | WP | AU | SFC | MH | NQF | GCU | NJ | AU |
| MV | 3-3 | 0-2 | 2-2 | 0-1 | 2-0 | 3-0 | 0-0 | 0-0 | 0-0 | 2-1 | 3-0 | 2-1 | 2-1 | 0-1 | 3-1 | 2-2 | 2-2 | 3-3 | 1-3 | 2-0 | 2-1 | 1-2 | 2-0 | 1-4 | 1-1 | 2-2 | 0-3 | 2-0 | 2-0 | 2-1 |
| NJ | AU | MH | PG | BR | AU | PG | GCU | MV | BR | MH | SFC | AU | BR | WP | CCM | NQF | MH | GCU | WP | MV | SFC | NQF | NQF | CCM | GCU | WP | MV | SFC | PG | CCM |
| NJ | 0-0 | 1-1 | 1-0 | 0-0 | 2-1 | 2-0 | 1-0 | 0-0 | 1-1 | 0-2 | 1-0 | 3-1 | 1-1 | 1-0 | 1-1 | 0-2 | 0-2 | 2-0 | 4-0 | 2-1 | 1-2 | 1-3 | 1-0 | 0-2 | 5-1 | 1-0 | 2-0 | 1-1 | 4-0 | 1-0 |
| NQF | PG | SFC | MV | AU | MH | MV | WP | SFC | CCM | PG | GCU | CCM | MH | BR | PG | GCU | NJ | AU | SFC | BR | CCM | WP | MH | NJ | NJ | GCU | AU | MV | BR | WP |
| NQF | 3-3 | 2-1 | 2-2 | 2-3 | 1-0 | 0-0 | 2-1 | 1-1 | 3-2 | 2-1 | 1-2 | 0-1 | 2-3 | 1-1 | 1-1 | 1-2 | 0-2 | 2-0 | 1-0 | 0-2 | 1-0 | 1-1 | 2-0 | 1-3 | 1-0 | 4-0 | 8-1 | 0-3 | 1-2 | 3-1 |
| PG | NQF | MV | NJ | MH | WP | GCU | NJ | AU | BR | NQF | SFC | CCM | MH | WP | AU | MV | SFC | BR | NQF | CCM | MV | AU | GCU | BR | MH | CCM | WP | SFC | GCU | NJ |
| PG | 3-3 | 0-2 | 1-0 | 2-2 | 2-1 | 0-1 | 2-0 | 2-0 | 1-2 | 2-1 | 0-3 | 5-0 | 0-0 | 0-1 | 2-0 | 3-1 | 2-0 | 3-2 | 1-1 | 1-1 | 2-0 | 4-2 | 0-0 | 1-1 | 1-1 | 1-2 | 4-0 | 0-2 | 1-2 | 4-0 |
| SFC | MV | NQF | BR | CCM | AU | WP | GCU | NQF | AU | MV | PG | BR | NJ | GCU | PG | MH | WP | CCM | BR | NQF | MH | AU | NJ | GCU | MV | CCM | PG | NJ | WP | MH |
| SFC | 3-3 | 2-1 | 1-0 | 1-1 | 1-3 | 2-1 | 1-1 | 1-1 | 1-2 | 3-0 | 0-3 | 1-1 | 1-0 | 3-1 | 2-0 | 0-0 | 3-1 | 4-0 | 0-1 | 1-0 | 0-1 | 2-0 | 1-2 | 2-0 | 1-1 | 2-2 | 0-2 | 1-1 | 2-0 | 2-2 |
| WP | GCU | CCM | BR | PG | SFC | MV | MH | NQF | GCU | MH | AU | BR | PG | CCM | NJ | MH | MV | SFC | AU | GCU | NJ | NQF | MV | CCM | PG | BR | NJ | AU | SFC | NQF |
| WP | 3-3 | 2-0 | 1-0 | 2-1 | 2-1 | 0-0 | 2-1 | 2-1 | 3-1 | 2-2 | 3-0 | 1-4 | 0-1 | 0-3 | 1-0 | 2-0 | 2-2 | 3-1 | 2-1 | 2-0 | 4-0 | 1-1 | 2-0 | 1-0 | 4-0 | 2-0 | 1-0 | 0-1 | 2-0 | 3-1 |

### Tabela
| Lp. | Drużyna                | M  | Z  | R  | P  | B+ | B– | +/− | Pkt | Uwagi                            |
| --- | ---------------------- | -- | -- | -- | -- | -- | -- | --- | --- | -------------------------------- |
| 1   | Brisbane Roar          | 30 | 18 | 11 | 1  | 58 | 26 | +32 | 65  | ACL 2012 – faza grupowa          |
| 2   | Central Coast Mariners | 30 | 16 | 9  | 5  | 50 | 31 | +19 | 57  | ACL 2012 – faza grupowa          |
| 3   | Adelaide United        | 30 | 15 | 5  | 10 | 51 | 36 | +15 | 50  | ACL 2012 – kwalifikacje          |
| 4   | Gold Coast United      | 30 | 12 | 10 | 8  | 40 | 32 | +8  | 46  |                                  |
| 5   | Melbourne Victory      | 30 | 11 | 10 | 9  | 45 | 39 | +6  | 43  |                                  |
| 6   | Wellington Phoenix     | 30 | 12 | 5  | 13 | 39 | 41 | -2  | 41  |                                  |
| 7   | Newcastle Jets         | 30 | 9  | 8  | 13 | 29 | 33 | -4  | 35  |                                  |
| 8   | Melbourne Heart FC (B) | 30 | 8  | 11 | 11 | 32 | 42 | -10 | 35  |                                  |
| 9   | Sydney FC (M, Z)       | 30 | 8  | 10 | 12 | 35 | 40 | -5  | 34  |                                  |
| 10  | Perth Glory            | 30 | 5  | 8  | 17 | 27 | 54 | -27 | 23  |                                  |
| 11  | North Queensland Fury  | 30 | 4  | 7  | 19 | 28 | 60 | -32 | 19  | Brak licencji na sezon 2011/2012 |

a) Oznaczenia: M – mistrz kraju z sezonu 2009/2010, Z – zwycięzca sezonu zasadniczego 2009/2010, B – beniaminek.

b) Sześć najlepszy drużnym awansowało do serii finałowej rozgrywek.

c) Zasady ustalania kolejności: 1. liczba zdobytych punktów w całym cyklu rozgrywek; 2. najwyższa różnica bramek; 3. liczba zdobytych bramek; 4. liczba zdobytych punktów między zespołami zainteresowanymi; 5. różnica bramek w meczach zainteresowanych drużyn; 6. liczba bramek zdobytych w meczach zainteresowanych drużyn; 7. najniższa liczba zdobytych czerwonych kartek; 8. najniższa liczba zdobytych żółtych kartek; 9. rzut monetą (ang. toss of a coin).

d) Awans do Azjatyckiej Ligi Mistrzów 2012 (ACL): uzyskał mistrz kraju sezonu 2010/2011, finalista meczu Grand Final 2010/2011 oraz zespół z 3. miejsca sezonu zasadniczego 2010/2011 zakwalifikował się do kwalifikacji ACL 2012.

### Miejsca po danych seriach spotkań
| Drużyna / Seria spotkań |    |    |    |    |    |    |    |    |    |    |    |    |    |    |    |    |    |    |    |    |    |    |    |    |    |    |    |
| Drużyna / Seria spotkań | 1  | 2  | 3  | 4  | 5  | 6  | 7  | 8  | 9  | 10 | 11 | 12 | 13 | 14 | 15 | 16 | 17 | 18 | 19 | 20 | 21 | 22 | 23 | 24 | 25 | 26 | 27 |
| ----------------------- | -- | -- | -- | -- | -- | -- | -- | -- | -- | -- | -- | -- | -- | -- | -- | -- | -- | -- | -- | -- | -- | -- | -- | -- | -- | -- | -- |
| Brisbane Roar           | 6  | 8  | 5  | 3  | 3  | 6  | 6  | 2  | 2  | 2  | 2  | 1  | 1  | 1  | 1  | 1  | 1  | 1  | 1  | 1  | 1  | 1  | 1  | 1  | 1  | 1  | 1  |
| Central Coast Mariners  | 1  | 3  | 6  | 6  | 4  | 3  | 2  | 3  | 3  | 3  | 4  | 3  | 3  | 3  | 4  | 4  | 4  | 4  | 3  | 3  | 3  | 2  | 2  | 2  | 2  | 2  | 2  |
| Adelaide United         | 6  | 5  | 3  | 2  | 1  | 1  | 1  | 1  | 1  | 1  | 1  | 2  | 2  | 2  | 2  | 2  | 2  | 2  | 2  | 2  | 2  | 3  | 3  | 3  | 3  | 3  | 3  |
| Gold Coast United       | 6  | 4  | 7  | 8  | 10 | 7  | 5  | 7  | 4  | 4  | 3  | 4  | 4  | 4  | 3  | 3  | 3  | 3  | 4  | 4  | 4  | 4  | 4  | 4  | 4  | 4  | 4  |
| Melbourne Victory       | 2  | 11 | 9  | 5  | 7  | 4  | 4  | 5  | 6  | 5  | 5  | 5  | 6  | 6  | 7  | 7  | 8  | 6  | 6  | 5  | 5  | 5  | 5  | 5  | 5  | 5  | 5  |
| Wellington Phoenix      | 10 | 7  | 4  | 7  | 8  | 5  | 7  | 4  | 5  | 6  | 7  | 7  | 7  | 8  | 8  | 8  | 6  | 7  | 7  | 8  | 7  | 8  | 8  | 7  | 6  | 6  | 6  |
| Newcastle Jets          | 6  | 5  | 8  | 9  | 9  | 10 | 10 | 9  | 9  | 10 | 8  | 9  | 9  | 7  | 6  | 6  | 5  | 5  | 5  | 6  | 8  | 6  | 7  | 8  | 8  | 7  | 7  |
| Melbourne Heart         | 11 | 10 | 11 | 10 | 6  | 9  | 8  | 8  | 8  | 7  | 6  | 6  | 5  | 5  | 5  | 5  | 7  | 8  | 8  | 7  | 6  | 6  | 6  | 6  | 7  | 8  | 8  |
| Sydney FC               | 2  | 9  | 10 | 10 | 11 | 11 | 11 | 11 | 11 | 11 | 11 | 11 | 10 | 10 | 10 | 9  | 9  | 10 | 10 | 11 | 9  | 9  | 9  | 9  | 9  | 9  | 9  |
| Perth Glory             | 2  | 1  | 1  | 1  | 1  | 2  | 3  | 6  | 7  | 8  | 9  | 8  | 8  | 9  | 9  | 10 | 10 | 11 | 9  | 9  | 10 | 10 | 10 | 10 | 10 | 10 | 10 |
| North Queensland Fury   | 2  | 2  | 2  | 4  | 5  | 8  | 9  | 10 | 10 | 9  | 10 | 10 | 11 | 11 | 11 | 11 | 11 | 9  | 11 | 10 | 11 | 11 | 11 | 11 | 11 | 11 | 11 |

### Seria finałowa
|  |                |                    |                   |                          |                          |                          |                          |                 |                |       |               |                   |                   |           |  |  |       |       |       |
|  | Eliminacje     | Eliminacje         | Eliminacje        |                          |                          | Ćwierćfinały             | Ćwierćfinały             | Ćwierćfinały    | Ćwierćfinały   |       |               | Półfinały         | Półfinały         | Półfinały |  |  | Finał | Finał | Finał |
|  | Eliminacje     | Eliminacje         | Eliminacje        |                          |                          | Ćwierćfinały             | Ćwierćfinały             | Ćwierćfinały    | Ćwierćfinały   |       |               | Półfinały         | Półfinały         | Półfinały |  |  | Finał | Finał | Finał |
|  |                |                    |                   | 19 lutego/26 lutego 2011 | 19 lutego/26 lutego 2011 | 19 lutego/26 lutego 2011 | 19 lutego/26 lutego 2011 |                 |                |       | 13 marca 2011 | 13 marca 2011     | 13 marca 2011     |           |  |  |       |       |       |
|  |                |                    |                   | 19 lutego/26 lutego 2011 | 19 lutego/26 lutego 2011 | 19 lutego/26 lutego 2011 | 19 lutego/26 lutego 2011 |                 |                |       | 13 marca 2011 | 13 marca 2011     | 13 marca 2011     |           |  |  |       |       |       |
|  | 1              | Brisbane Roar      | 2                 | 2                        |                          |                          |                          | Brisbane Roar   | Brisbane Roar  | 2 (4) |               |                   |                   |           |  |  |       |       |       |
|  | 1              | Brisbane Roar      | 2                 | 2                        |                          |                          |                          | Brisbane Roar   | Brisbane Roar  | 2 (4) |               |                   |                   |           |  |  |       |       |       |
|  | 2              | Central Coast      | 0                 | 2                        |                          |                          | 5 marca 2011             | 5 marca 2011    | 5 marca 2011   |       |               | Central Coast     | Central Coast     | 2 (2)     |  |  |       |       |       |
|  | 2              | Central Coast      | 0                 | 2                        | 18 lutego 2011           |                          | 5 marca 2011             | 5 marca 2011    | 5 marca 2011   |       |               | Central Coast     | Central Coast     | 2 (2)     |  |  |       |       |       |
|  |                |                    |                   |                          | Central Coast            | Central Coast            | 1                        |                 |                |       |               |                   |                   |           |  |  |       |       |       |
|  | 3              | Adelaide United    | 1                 |                          | Central Coast            | Central Coast            | 1                        |                 |                |       |               |                   |                   |           |  |  |       |       |       |
|  | 3              | Adelaide United    | 1                 |                          |                          | 27 lutego 2011           | 27 lutego 2011           | 27 lutego 2011  | 27 lutego 2011 |       |               | Gold Coast United | Gold Coast United | 0         |  |  |       |       |       |
|  | 6              | Wellington Phoenix | 0                 |                          |                          | 27 lutego 2011           | 27 lutego 2011           | 27 lutego 2011  | 27 lutego 2011 |       |               | Gold Coast United | Gold Coast United | 0         |  |  |       |       |       |
|  | 6              | Wellington Phoenix | 0                 |                          |                          | Adelaide United          | Adelaide United          | Adelaide United | 2              |       |               |                   |                   |           |  |  |       |       |       |
|  | 20 lutego 2011 |                    |                   |                          |                          | Adelaide United          | Adelaide United          | Adelaide United | 2              |       |               |                   |                   |           |  |  |       |       |       |
|  |                |                    | Gold Coast United | Gold Coast United        | Gold Coast United        | 3                        |                          |                 |                |       |               |                   |                   |           |  |  |       |       |       |
|  | 4              | Gold Coast United  | Gold Coast United | Gold Coast United        | Gold Coast United        | 3                        | 1                        |                 |                |       |               |                   |                   |           |  |  |       |       |       |
|  | 4              | Gold Coast United  |                   |                          |                          |                          |                          |                 |                |       |               |                   |                   |           |  |  |       |       |       |
|  | 5              | Melbourne Victory  | 0                 |                          |                          |                          |                          |                 |                |       |               |                   |                   |           |  |  |       |       |       |
|  | 5              | Melbourne Victory  | 0                 |                          |                          |                          |                          |                 |                |       |               |                   |                   |           |  |  |       |       |       |

#### Eliminacje
| 18 lutego 2011 19:30 | Adelaide United FC · Dodd 70' | 1 – 0Raport | Wellington Phoenix FC | Hindmarsh Stadium Widzów: 10 285 Sędzia: Jarred Gillett |
|                      |                               |             |                       |                                                         |

| 20 lutego 2011 16:30 | Gold Coast United FC · Đulbić 90+1' | 1 – 0Raport | Melbourne Victory FC | Robina Stadium Widzów: 3 281 Sędzia: Strebre Delovski |
|                      |                                     |             |                      |                                                       |

#### Ćwierćfinały
| 27 lutego 2011 17:00 | Adelaide United FC · van Dijk k. 56' · Leckie 69' | 2 – 3Raport | Gold Coast United FC · 38' k. 79' Smeltz · 71' Djite | Hindmarsh Stadium Widzów: 15 028 Sędzia: Chris Beath |
|                      |                                                   |             |                                                      |                                                      |

##### Bezpośredni awans do Grand Final
| 19 lutego 2011 19:00 | Central Coast Mariners FC | 0 – 2Raport | Brisbane Roar FC · 52' Barbarouses · 73' McKay | Bluetongue Stadium Widzów: 10 166 Sędzia: Matthew Breeze |
|                      |                           |             |                                                |                                                          |

| 26 lutego 2011 19:00 | Brisbane Roar FC · Broich 63' · Henrique 90+1' | 2 – 2Raport | Central Coast Mariners FC · sam. 39' Smith · 40' Bozanic | Suncorp Stadium Widzów: 25 168 Sędzia: Peter Green |
|                      |                                                |             |                                                          |                                                    |

#### Półfinał
| 5 marca 2011 19:00 | Central Coast Mariners FC · Kwasnik 75' | 1 – 0Raport | Gold Coast United FC | Bluetongue Stadium Widzów: 7 539 Sędzia: Strebre Delovski |
|                    |                                         |             |                      |                                                           |

#### Grand Final
| 13 marca 2011 16:00                   | Brisbane Roar FC · Henrique 117' · Paartalu 120' | 2 – 2 (dog.) k. 4:2Raport                | Central Coast Mariners FC · 96' Kwasnik · 103' Bozanic | Suncorp Stadium Widzów: 50 168 Sędzia: Matthew Breeze |
|                                       |                                                  |                                          |                                                        |                                                       |
|                                       |                                                  | Rzuty karne                              |                                                        |                                                       |
| Franjic · Paartalu · McKay · Henrique |                                                  | Hutchinson · Wilkinson · McBreen · Bojić |                                                        |                                                       |

|  |  |

| BRISBANE ROAR:   |    |                       |      |  |      |
|                  |    |                       |      |  |      |
| GK               | 1  | Michael Theoklitos    |      |  |      |
| DF               | 2  | Matt Smith            |      |  |      |
| DF               | 4  | Shane Stefanutto      |      |  |      |
| DF               | 5  | Ivan Franjic          |      |  |      |
| MF               | 6  | Erik Paartalu         | 120' |  |      |
| FW               | 7  | Kosta Barbarouses     |      |  | 71'  |
| FW               | 9  | Jean Carlos Solórzano |      |  |      |
| MF               | 15 | Matt McKay (k)        |      |  |      |
| MF               | 17 | Mitch Nichols         |      |  | 82'  |
| MF               | 22 | Thomas Broich         |      |  |      |
| DF               | 23 | Milan Susak           |      |  | 102' |
| Rezerwowi:       |    |                       |      |  |      |
| GK               | 20 | Andrew Redmayne       |      |  |      |
| MF               | 8  | Massimo Murdocca      |      |  | 82'  |
| FW               | 10 | Henrique              | 117' |  | 71'  |
| DF               | 12 | Matt Mundy            |      |  |      |
| FW               | 14 | Rocky Visconte        |      |  | 102' |
| Trener:          |    |                       |      |  |      |
| Ange Postecoglou |    |                       |      |  |      |

| CENTRAL COAST MARINERS: |    |                    |      |  |     |
|                         |    |                    |      |  |     |
| DF                      | 3  | Joshua Rose        |      |  |     |
| DF                      | 4  | Pedj Bojić         |      |  |     |
| DF                      | 6  | Patrick Zwaanswijk |      |  |     |
| MF                      | 8  | Rostyn Griffiths   |      |  | 89' |
| MF                      | 11 | Oliver Bozanic     | 103' |  |     |
| MF                      | 14 | Michael McGlinchey |      |  |     |
| DF                      | 18 | Alex Wilkinson (k) |      |  |     |
| FW                      | 19 | Matt Simon         |      |  | 72' |
| GK                      | 20 | Matthew Ryan       |      |  |     |
| MF                      | 22 | Mustafa Amini      |      |  | 60' |
| FW                      | 23 | Adam Kwasnik       | 96'  |  |     |
| Rezerwowi:              |    |                    |      |  |     |
| GK                      | 30 | Paul Henderson     |      |  |     |
| FW                      | 2  | Daniel McBreen     |      |  | 72' |
| MF                      | 7  | John Hutchinson    |      |  | 60' |
| DF                      | 16 | Trent Sainsbury    |      |  |     |
| FW                      | 24 | Bernie Ibini-Isei  |      |  | 89' |
| Trener:                 |    |                    |      |  |     |
| Graham Arnold           |    |                    |      |  |     |

##### Statystyki meczu
- Strzały: 21 – 15
- Strzały celne: 12 – 7
- Posiadanie piłki: 57–43%
- Rzuty rożne: 11 – 6
- Faule: 4 – 11
- Spalone: 1 – 4
- Żółte kartki: 0 – 0
- Czerwone kartki: 0 – 0

## Statystyki

### Strzelcy
| Bramki | Strzelcy              | Drużyna                   |
| ------ | --------------------- | ------------------------- |
| 16     | Serginho van Dijk     | Adelaide United FC        |
| 11     | Kosta Barbarouses     | Brisbane Roar FC          |
| 11     | Robbie Kruse          | Melbourne Victory FC      |
| 11     | Matt Simon            | Central Coast Mariners FC |
| 11     | Jean Carlos Solórzano | Brisbane Roar FC          |
| 9      | Bruno Cazarine        | Sydney FC                 |
| 9      | Bruce Djite           | Gold Coast United FC      |
| 9      | Marcos Flores         | Adelaide United FC        |
| 9      | Robbie Fowler         | Perth Glory FC            |
| 8      | 3 zawodników          | 3 zawodników              |
| 7      | 4 zawodników          | 4 zawodników              |
| 6      | 5 zawodników          | 5 zawodników              |
| 5      | 11 zawodników         | 11 zawodników             |
| 4      | 9 zawodników          | 9 zawodników              |
| 3      | 12 zawodników         | 12 zawodników             |
| 2      | 30 zawodników         | 30 zawodników             |
| 1      | 51 zawodników         | 51 zawodników             |
| sam.   | 18 zawodników         | 18 zawodników             |

Źródło: http://www.ultimatealeague.com

### Asysty
| Asysty | Asystenci        | Drużyna                   |
| ------ | ---------------- | ------------------------- |
| 13     | Thomas Broich    | Brisbane Roar FC          |
| 8      | Lucas Pantelis   | Adelaide United FC        |
| 8      | Marco Rojas      | Wellington Phoenix FC     |
| 8      | Josh Rose        | Central Coast Mariners FC |
| 7      | Jason Čulina     | Gold Coast United FC      |
| 7      | Carlos Hernández | Melbourne Victory FC      |
| 7      | Gerald Sibon     | Melbourne Heart FC        |
| 7      | Kasey Wehrman    | Newcastle United Jets FC  |
| 6      | 6 zawodników     | 6 zawodników              |
| 5      | 12 zawodników    | 12 zawodników             |
| 4      | 16 zawodników    | 16 zawodników             |
| 3      | 13 zawodników    | 13 zawodników             |
| 2      | 34 zawodników    | 34 zawodników             |
| 1      | 58 zawodników    | 58 zawodników             |

Źródło: http://www.worldfootball.net

### Frekwencja
W sezonie zasadniczym 2010/2011 łącznie mecze A-League obejrzało 1 390 844 kibiców, średnia na mecz wyniosła 8 429 widzów.
| Lp. | Klub                   | Mecze u siebie | Średnia widzów | Najwięcej                                   | Najmniej                                 | Łącznie |
| --- | ---------------------- | -------------- | -------------- | ------------------------------------------- | ---------------------------------------- | ------- |
| 1   | Adelaide United        | 15             | 11 552         | 21 083 (27. kolejka z Melbourne Victory)    | 7 370 (3. kolejka z Melbourne Heart)     | 173 286 |
| 2   | Brisbane Roar          | 15             | 9 291          | 20 831 (27. kolejka z Gold Coast United)    | 3 522 (23. kolejka z Wellington Phoenix) | 139 362 |
| 3   | Central Coast Mariners | 15             | 8 076          | 12 409 (21. kolejka z Melbourne Victory)    | 5 858 (15. kolejka z Brisbane Roar)      | 121 146 |
| 4   | Gold Coast United      | 15             | 3 428          | 14 783 (24. kolejka z Newcastle Jets)       | 1 658 (17. kolejka z Melbourne Heart)    | 51 416  |
| 5   | Melbourne Heart        | 15             | 8 312          | 25 897 (9. kolejka z Melbourne Victory)     | 2 754 (17. kolejka z Newcastle Jets)     | 124 680 |
| 6   | Melbourne Victory      | 15             | 15 058         | 32 321 (24. kolejka z Melbourne Heart)      | 8 287 (25. kolejka z Gold Coast United)  | 225 875 |
| 7   | Newcastle Jets         | 15             | 8 429          | 13 463 (23. z Central Coast)                | 3 114 (12. kolejka z Melbourne Heart)    | 126 436 |
| 8   | North Queensland Fury  | 15             | 4 245          | 7 195 (12. kolejka z Gold Coast United)     | 1 003 (26. kolejka z Brisbane Roar)      | 63 681  |
| 9   | Perth Glory            | 15             | 8 488          | 16 019 (1. kolejka z North Queensland Fury) | 5 576 (25. kolejka z Sydney FC)          | 127 322 |
| 10  | Sydney FC              | 15             | 8 014          | 12 106 (1. kolejka z Melbourne Victory)     | 4 012 (16. kolejka z Wellington Phoenix) | 120 205 |
| 11  | Wellington Phoenix     | 15             | 7 829          | 14 108 (17. kolejka z Adelaide United)      | 3 625 (14. kolejka z Central Coast)      | 117 435 |

Źródło: http://www.ultimatealeague.com/
W trakcie serii finałowej sezonu 2010/2011 na stadionach zasiadło 121 635 widzów, średnia na mecz wyniosła 17 376 widzów. Mecz Grand Final o mistrzostwo kraju zgromadził największą publiczność, na stadionie Suncorp Stadium w Brisbane zasiadło 50 168 widzów.

### Klasyfikacja Fair Play
Klasyfikacje wygrywa zespół z najmniejszą liczbą punktów.
1 punkt – 
2 punkty – 
3 punkty – 
| Lp. | Klub                   |     |    |    | Punkty |
| --- | ---------------------- | --- | -- | -- | ------ |
| 1   | Brisbane Roar          | 37  | 2  | 0  | 41     |
| 2   | Sydney FC              | 45  | 1  | 0  | 47     |
| 3   | Central Coast Mariners | 45  | 2  | 0  | 49     |
| 4   | Adelaide United        | 42  | 1  | 2  | 50     |
| 5   | Wellington Phoenix     | 56  | 1  | 0  | 58     |
| 6   | Gold Coast United      | 52  | 1  | 2  | 60     |
| 7   | Newcastle Jets         | 52  | 2  | 3  | 65     |
| 8   | North Queensland Fury  | 54  | 1  | 3  | 65     |
| 9   | Melbourne Heart        | 56  | 4  | 1  | 67     |
| 10  | Melbourne Victory      | 67  | 1  | 1  | 72     |
| 11  | Perth Glory            | 62  | 5  | 5  | 87     |
|     | Podsumowanie           | 568 | 21 | 17 |        |

### Jedenastka sezonu 2010/2011[9]
Ustawienie: 4-3-3

| Bramkarz:          |                        |
| Michael Theoklitos | Brisbane Roar          |
| Obrońcy:           |                        |
| Luke DeVere        | Brisbane Roar          |
| Joshua Rose        | Central Coast Mariners |
| Ivan Franjic       | Brisbane Roar          |
| Cássio             | Adelaide United        |
| Pomocnicy:         |                        |
| Matt McKay         | Brisbane Roar          |
| Marcos Flores      | Adelaide United        |
| Thomas Broich      | Brisbane Roar          |
| Napastnicy:        |                        |
| Sergio Van Dijk    | Adelaide United        |
| Robbie Kruse       | Melbourne Victory      |
| Kosta Barbarouses  | Brisbane Roar          |
| Trener:            |                        |
| Ange Postecoglou   | Brisbane Roar          |

| Theoklitos DeVere Rose Cássio Franjic McKay Flores Broich Van Dijk Kruse Barbarouses |